# San Lorenzo de Tormes
San Lorenzo de Tormes – gmina w Hiszpanii, w prowincji Ávila, w Kastylii i León, o powierzchni 14,5 km². W 2011 roku gmina liczyła 56 mieszkańców.